# Distrikt Alto de la Alianza
Der Distrikt Alto de la Alianza liegt in der Provinz Tacna in der Region Tacna im äußersten Südwesten von Peru. Der Distrikt hat eine Fläche von 371,4 km². Beim Zensus 2017 wurden 34.061 Einwohner gezählt. Im Jahr 1993 lag die Einwohnerzahl bei 26.872, im Jahr 2007 bei 35.439. Verwaltungssitz des Distrikts ist die Stadt La Esperanza, ein westlicher Vorort der Großstadt Tacna.
Der Distrikt hat eine Längsausdehnung in NNO-Richtung von etwa 45 km. Er besteht zum Großteil aus Wüste. Die südliche Abgrenzung des Distrikts bildet die Nationalstraße 1S (Panamericana Sur) von Tacna nach Moquegua. Die westliche Distriktgrenze bildet der Flusslauf der Quebrada de Cerrillos Negros. Der Distrikt grenzt im Westen an den Distrikt Inclán, im Norden an die Provinz Tarata, im Osten an den Distrikt Ciudad Nueva sowie im Süden an den Distrikt Tacna.
Der Distrikt entstand am 9. Mai 1984. Am 20. November 1992 wurde der östliche Teil des Distrikts herausgelöst und bildet seither den Distrikt Ciudad Nueva. Am 2. Februar 2001 kam es zu einer weiteren Veränderung des Distriktgebietes.
Im Distrikt wohnen überwiegend Zuwanderer und deren Nachkommen aus der Region Puno sowie dem Bergland der Regionen Moquegua und Tacna. Noch heute sind die Siedlungsgebiete nach der Herkunft der Bevölkerung getrennt. Die Bevölkerung im Sektor Eloy G. Ureta hat beispielsweise ihre Wurzeln in den Regionen Moquegua, Arequipa und Cusco sowie den Distrikten Sama, Ite und Locumba und der Provinz Tarata. Die Siedlungen Pueblo Joven San Martín und Pueblo Joven Alto de la Alianza bewohnen überwiegend Zuwanderer aus den Distrikten Tarata, Tarucachi und Candarave. Dadurch kann die Bevölkerung ihre Traditionen, Bräuche und Feste bewahren.